# Кесреви, Ахмед
Сейи́д Ахме́д Кесреви́ Тебризи́ (Кесрави, Касрави, перс. سيد احمد کسروی تبريزي‎, азерб. Seyid Əhməd Kəsrəvi Təbrizi / سيد احمد کسروی تبريزي; 29 сентября 1890 — 11 марта 1946) — иранский историк, лингвист, юрист, интеллектуал, социальный и религиозный реформатор. Является автором трудов по истории Ирана и Закавказья. Паниранист.

## Биография
Ахмед Кесреви родился 29 сентября 1890 года в окрестностях Тебриза, в бедном сельском квартале Хокмавар, в семье небогатого торговца и ковродела Хаджи-Мир-Касема. Кесреви — иранский азербайджанец. В возрасте 11 лет он потерял отца и, будучи ответственным за будущее своей семьи, в 13 лет возглавил ковроткацкое дело отца. Параллельно (согласно последней воле отца) обучался в Тебризском шиитском медресе. Уже в юности разочаровался в шиизме. В 1906 году примкнул к иранскому конституционному движению.
В 1920 году Кесреви отправился в Тегеран, где поступил на службу в Министерство юстиции. Зимой 1921 года он прибыл в Тебриз, куда его назначили членом апелляционного суда Иранского Азербайджана. Через три недели в стране произошёл государственный переворот, в результате которого к власти пришёл проанглийский политик Сеид Зия эд-Дин. Последний распорядился распустить в провинциях судебные органы и таким образом Кесреви остался без работы.
Сочинения Кесреви по религиозной тематике вызвало гнев религиозных шиитов. 28 апреля 1945 года на него было совершено первое покушение. В марте 1946 года он предстал перед тегеранским судом по обвинению в «богохульстве», оскорблении ислама и духовенства, попытке претендовать на роль пророка. Кесреви был убит 11 марта во время судебного заседания в здании Дворца правосудия, когда группа членов шиитской террористической организации Федайан-е Ислам, во главе с братьями Эмами (Сайед-Хосейном и Сайед-Али), ворвалась в суд и, используя ножи и пистолеты, расправилась с ним и его помощником Сайед-Мохаммад-Таги Хаддадпуром.
Суфийские хранители кладбища Захир аль-Даула, близ Тегерана, отказались дать разрешение на захоронение Кесреви по причине его антисуфийских идей, после чего тела убитых были похоронены в предгорьях Имамзаде Салех, называемых Абак.

## Научная деятельность
На момент, когда Кесреви начал свою научную деятельность в качестве историка, большинство исторических исследований проводились в рамках политической историографии с националистической целью. Чтобы пробудить патриотизм среди своих соотечественников и возродить свои национальные чувства, Кесрави пошёл по другому пути. Его самым большим желанием было сохранение и укрепление национального единства, которое по его мнению, находится под угрозой из-за сектантских различий и множественности языков и диалектов. Кесрави был одним из первых учёных в Иране, выступивших с действительно научными исследованиями средневековой истории Ирана и Закавказья, причём, в отличие от других иранских учёных, отводивших главное место в своих работах историческим личностям, его занимали вопросы политической истории, идеологии средневекового общества.
В своих работах, посвященных языку «азери» (1926), основываясь на работах средневековых авторов, Кесрави показал, что в древности население Азербайджана говорило на языке азери, древнем диалекте иранской языковой группы.
Вообще, Кесреви оказался довольно плодовитым автором. Его перу принадлежат множество статей, а также около 70 книг и брошюр по широкому кругу вопросов от истории и лингвистики до социальных вопросов и религиозному реформаторству. Выдающийся востоковед В. Ф. Минорский отмечал достоверность работ Ахмеда Кесрави: «Кесрави обладал духом подлинного историка. Он был точен в деталях и ясен в изложении».
Помимо азербайджанского и персидского языков, он также знал арабский, английский, древнеармянский и пехлеви, а также был знаком с французским языком и эсперанто.

## Мировоззрение
А. Кесреви является основателем современного паниранизма. Востоковед Б.В. Миллер называл его «персидским патриотом».
По мнению советского и российско-азербайджанского историка Салеха Алиева, в работах Кесреви нашли отражение его паниранистские и шовинистские взгляды по отношению к азербайджанцам и арабам. 
Будучи азербайджанцем, он в одной из своих работ осуждал стремление провинций к автономии и испытывал страх по поводу того, что это может привести к распаду Ирана. Он верил в неизменно-иранский характер азербайджанцев (население к югу от Аракса), в то, что первым национальным языком Азербайджана (регион к югу от Аракса) был «азари». Эти убеждения сформировали основу стратегии, известной сегодня как Кесравизм, которая заключается в полной ассимиляции населения Иранского Азербайджана в иранскую культуру.
Идеология Кесрави, известная в азербайджанской науке также как кесравизм, отвергается многими учёными, писателями и общественными деятелями Азербайджана (включая Адалета Тахирзаде, Насиба Насибли, Айдына Балаева, Газанфара Кязимова и Ширвани Адилли), которые не принимают иллюзорный термин «азери» для обозначения вымершего иранского языка. Они видят в гипотезе Кесрави стратегию, направленную на отрицание тюркских корней азербайджанцев и представление их как тюркизированных персов: Кесрави утверждал, что азербайджанцы имеют иранское, а не тюркское происхождение, и что их язык был тюркизирован с миграцией сельджуков.
В молодые годы он был армянофобом и сторонником Османской империи. В один день, ещё в школьные годы одноклассники армяне говорили ему: «Англия заняла Багдад, мы поедем туда есть финики», через несколько дней после потери англичанами Багдада, Кесреви ответил своим одноклассникам: «Господа, которые поедут в Багдад есть финики, ничего не найдут кроме дохлых англичан». 
У Кесреви были споры с персидскими националистами, которые утверждали, что азербайджанцы являются персами, забывшими свой язык и перешедшими на тюркский. На эти заявления в статье «Тюркский язык Ирана» он давал следующий ответ:
Вкратце, говорящие на тюркском среди иранского населения, распространенные во всех регионах Ирана — не персы, которых заставили оставить и забыть свой родной язык и выучить тюркский. Никто не говорит на тюркском вследствие покорения тюркскими завоевателями своих земель, согласно распространенному в Иране мнению; говорящие на тюркском никто иные как потомки тюрков, которые мигрировали в древности из Туркестана.
А также в книге «Азери или древний язык Азербайджана» он писал следующее:
Как писала одна тегеранская газета, что монголы после прихода в Иран насильно распространили азербайджанский тюркский язык. Это пример ответов тюркским авторам и если исследовать, окажется несколько ошибок, потому что ни в какой истории подобное не написано! Монголы не могли изменить язык народа сотней кровопролитий и притеснений, помимо этого язык монголов не был тюркским, чтобы распространять его в Азербайджане. К тому же монголы правили не только Азербайджаном, может, они правили всем Ираном, так почему же они распространили тюркский язык только в Азербайджане?!
Кесреви был убеждён, что слабость Ирана заключается в недостатке внутренней сплочённости, среди первопричин каковой он видел лингвистические различия, которые он рассматривал как вредные, — равно как и племенные связи. Он писал, что со времён Сефевидов азербайджанцы считались людьми меча, в то время как персы считались людьми пера. Эта традиция показывает оценки Кесреви как еще одно выражение азербайджанизма. Кесреви хвалил азербайджанский журнал «Молла Насреддин» и даже боролся с центральным иранским правительством, который хотел запретить азербайджанисткий журнал. В своём памфлете «Ma che Michahim» от 1930 года Кесреви говорит:
Посредством смешения тюрков и таджиков (персов) патриотизм был обновлен в мёртвом сердце коренного населения, и так заново начался Иран и иранский народ… С тюрками иранцы обрели могущественный элемент, и их слабость и отсталость была до некоторой степени ликвидирована.
Кесреви осуждал персов и говорил, что у них больные мозги, а азербайджанцы не такие. Он ставил азербайджанцев выше персов и отмечал, что число первых преобладает в Иране. Кесреви хотел радикально персизировать персидский, очистив его от «загрязненного» (в частности, арабского) словарного запаса. Новый персидский язык Кесреви должен был заимствовать глагольную структуру из азербайджанского. Во время пребывания в Зенджане в качестве государственного чиновника в конце 1920 годов ему он говорил: «тюркский превосходит персидский в своих глаголах. Это одно из обстоятельств, которые предупредили меня о неадекватности персидского языка и о его болезни». Он обрисует это в общих чертах в своем памфлете «Zaban-e pak» 1933 года, в котором он использует богатую и точную азербайджанскую систему спряжения в качестве модели для реорганизации своего персидского гомолога. Кесреви писал, что азербайджанский язык сам по себе «обладает всем, что нужно языку, чтобы быть изысканным языком, несмотря на то, что он не является литературным языком; действительно, он отвечает всем критериям и обладает качествами, которые отличают его от многих утонченных языков».
Кесреви считал, что если будут удовлетворены требования языковой свободы, то подобные претензии «предъявят другие языковые меньшинства — особенно армяне, ассирийцы, арабы, гилянцы и мазендеранцы, — от Ирана ничего не останется». Опасаясь распада государства, он даже защищал централизаторскую политику Реза-шаха. Ахмед Кесреви объяснял успех деятельности Реза-шаха тем, что «существование в Иране множества автономных центров силы, приведшее к абсолютному отсутствию безопасности и фактическому распаду государства, было главной причиной того, что народ Ирана поддержал установление диктатуры». Излагая историю Хузистана (регион компактного расселения иранских арабов) в прошлом, Кесреви доказывал, что Хузистан издавна являлся частью Ирана. Другая работа Кесреви «Восемнадцать лет истории Азербайджана» была создана с целью доказать, что участь Азербайджана была неразрывно связана с судьбой Ирана.
Он значительно подверг критике персидскую поэзию, в частности Омара Хайама, Саади, Руми и особенно Хафиза. Кесрави утверждал, что эта поэзия переполнена такими идеями как фатализм, суфизм и харабат, с чрезмерным восхвалением вина и бесстыдными гомосексуалистскими разговорами.
Кесреви резко выступал против шиизма, суфизма, бахаизма и других религиозных учений. Он критиковал улемов и мулл за их архаичные представления о современном мире: «У мулл представление о мире, словно у десятилетнего ребёнка. Так как их мозг заполнен хадисами и ахбарами, то в нём нет места для восприятия науки и философии. Все мировые открытия и достижения науки проходят мимо них: они их или не знают, или не понимают, воспринимая современность глазами 1300-летней давности».

## Научные труды
- Азери или древний язык Азербайджана = آذری یا زبان باستان آذربایجان. — Тегеран, 1925.
- Неизвестные правители: в трёх частях. — Тегеран, 1928—1930.
- История льва и солнца = تاریخچهٔ شیر وخورشید. — Тегеран, 1930.
- Пятисотлетняя история Хузестана = تاریخ پانصد سالهٔ خوزستان / Тарих-е пансадсале-йе Хузестан. — Тегеран, 1933.
- Восемнадцатилетняя история Азербайджана: в 6 частях = تاریخ هجده‌سالهٔ آذربایجان. — Тегеран, 1934—1940.
- История иранской конституционной революции: в трёх частях = تاریخ مشروطهٔ ایران. — Тегеран, 1940—1942.